# Scheer, Đức
Scheer là một thị trấn thuộc huyện Sigmaringen, bang Baden-Württemberg, Đức. Nơi đây nằm bên bờ sông Danube, cách Sigmaringen 6 km về phía đông.